# Listă de cercetători care se opun evaluării științifice privind încălzirea globală
Aceasta este o listă de oameni de știință notabili care au făcut declarații care intră în conflict cu înțelegerea științifică mainstream  privind încălzirea globală așa cum este prezentată de Grupul interguvernamental de experți în evoluția climei (Intergovernmental Panel on Climate Change sau IPCC) și care este aprobată de către alte organisme științifice.
Grupul interguvernamental de experți în evoluția climei (engleză Intergovernmental Panel on Climate Change) afirmă că „cea mai mare parte a creșterii temperaturii medii în a doua jumătatea a secolului al XX-lea se datorează probabil creșterii concentrației gazelor cu efect de seră, de proveniență antropică. Ei consideră că fenomenele naturale ca variațiile solare și vulcanismul au avut un mic efect de încălzire până în anii 1950, dar după efectul a fost de ușoară răcire.

## Oameni de știință care pun la îndoială acuratețea previziunilor climatice IPCC
- Freeman Dyson

## Oameni de știință care susțin că încălzirea globală este cauzată în primul rând de procese naturale
- Khabibullo Abdusamatov, matematician și astronom la Observatorul Pulkovo al Academiei Ruse de Știință.[1]

- Sallie Baliunas, astronom la Centrul de Astrofizică Harvard-Smithsonian[2][3]

- Ian Clark, hidrogeolog, profesor, Departmentul de Științe ale Pământului, Universitatea din Ottawa[4]
- Chris de Freitas, profesor asociat, Catedra de Geografie, Geologie și Știința Mediului, Universitatea din Auckland[5]
- David Douglass, fizician, profesor la Departamentul de Fizică și Astronomie, Universitatea  din Rochester[6]
- Don Easterbrook, profesor emerit de geologie, Universitatea Western Washington[7]
- William M. Gray, profesor emerit și conducător al Tropical Meteorology Project, Departamentul de Știință Atmosferică, Colorado State University[8]
- en:William Happer, fizician specializat în optică și spectroscopie, Universitatea Princeton[9]
- William Kininmonth, meteorolog, fost delegat din partea Australiei în Comisia pentru  Climatologie a Organizației Meteorologice Mondiale.[10]
- David Legates, profesor asociat de geografie și director al Centrului pentru Cercetari Climatice al Universitatii din Delaware[11]
- Tad Murty, oceanograf, profesor adjunct, Departamentul de Inginerie Civilă și Științe ale Pământului, Universitatea din Ottawa[12]
- Tim Patterson, paleoclimatolog și profesor de geologie la Universitatea Carleton din Canada.[13][14]
- Ian Plimer, profesor emerit de Geologie Minieră, Universitatea din Adelaide.[15]
- Nicola Scafetta, om de știință și cercetător în departamentul de fizică de la Universitatea Duke[16][17]
- Tom Segalstad, șeful Muzeul de Geologie de la Universitatea din Oslo[18]
- Fred Singer, profesor emerit de științele mediului la Universitatea din Virginia[19][20][21]
- en:Willie Soon, astrofizician, Centrul Harvard-Smithsonian pentru Astrofizică[22]
- Roy Spencer, om de știință la Universitatea Alabama din Huntsville[23]
- Henrik Svensmark, Centrul Național Danez al Spațiului Cosmic[24]
- Jan Veizer, geochimist al mediului, profesor emerit la Universitatea din Ottawa[25]

## Oameni de știință care susțin că încălzirea globală are cauze necunoscute
- Syun-Ichi Akasofu

## Oameni de știință care susțin că încălzirea globala va avea puține consecințe negative
- Craig D. Idso

## Legături externe
- http://thereisnoglobalwarming.com/